# Cavendishs experiment
Cavendishs experiment är ett berömt experiment som utfördes 1797−1798 av den engelske fysikern och kemisten Henry Cavendish. Genom experimentet bestämdes för första gången jordklotets massa, och därmed bestämdes också för första gången gravitationskonstanten G i Newtons gravitationslag.
Experimentet gick ut på att mäta den ytterst svaga gravitationskraft som två tunga föremål (blykulor) utövar på varandra. För detta användes en torsionsvåg. Principen hade beskrivits 1783 av geologen John Michell, som dock avled innan han hann utföra experimentet.

## Försöksuppställning

Principen för Cavendishs torsionsvåg.

Cavendish använde två större blykulor med diameter 300 mm och massan 158 kg vardera, samt två mindre blykulor med diameter 51 mm och massan 0,73 kg vardera. De mindre kulorna var fästa i var sin ända av en horisontell trästång, 1,8 m lång, som var upphängd i en tråd. De större kulorna var monterade på en ram som kunde vridas så att de kom i närheten av de små.
Först observeras de små kulornas läge när de stora är långt borta. Sedan förs de stora kulorna (M) fram så att de befinner sig på kort avstånd framför de små (m) enligt figuren. Därvid uppstår en gravitationskraft mellan kulorna, vilken resulterar i ett vridmoment som vrider den horisontella stången vinkeln θ.
På grund av trådens motstånd mot vridning är det vridmoment som fordras för att vrida en viss vinkel direkt proportionellt mot vinkeln. Alltså fås en jämvikt vid vinkeln θ. Detta är principen för en torsionsvåg.
För att kalibrera torsionsvågen, d.v.s. bestämma relationen mellan vridmoment och vinkel (torsionskoefficienten), lät Cavendish vågen svänga kring jämviktsläget, alltså vrida sig fram och tillbaka, och bestämde perioden, som var ca 20 minuter. Ur detta kunde torsionskoefficienten beräknas.
Försöksuppställningen var givetvis extremt känslig för störningar som luftdrag, temperaturväxlingar m.m. Cavendish byggde därför in hela apparaten i en 3 x 3 x 0,6 m stor trälåda. För att inte komma i närheten av experimentet avläste han resultatet med hjälp av en liten kikare i lådans vägg. Utslagets storlek, 4,1 mm, avlästes med en nonieskala, som var monterad på stavens ända och medgav en noggrannhet på 0,25 mm.

## Resultat

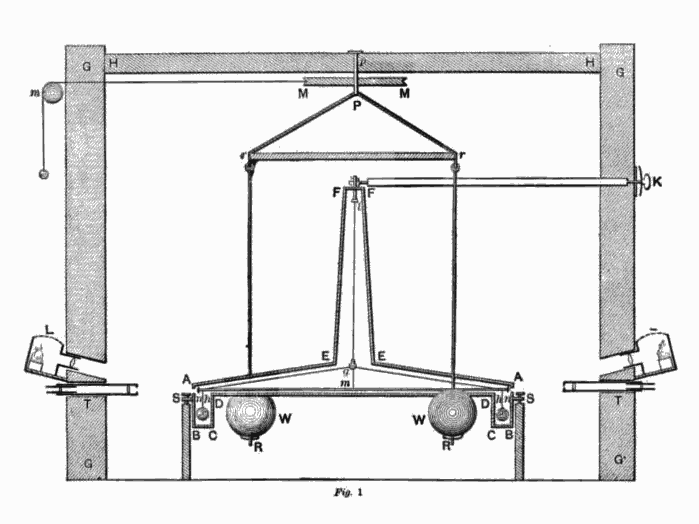
Figur från Cavendishs publikation, som visar ett tvärsnitt av försöksuppställningen, inklusive den omgivande byggnaden. De stora kulorna är monterade på en ram så att de kan vridas till ett läge nära de små genom att man drar i linan upptill. I väggen finns en liten kikare för avläsning.

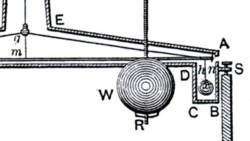
Detalj som visar torsionsvågens stång (m), en stor blykula (W), en liten blykula (x), och ett skyddande hölje (ABCDE).

Cavendishs experiment lyckades uppnå anmärkningsvärt hög känslighet och noggrannhet för sin tid. Gravitationskraften mellan blykulorna är bara 1,74 x 10−7 N eller cirka  1⁄50,000,000 av den mindre kulans tyngd. Det uppmätta utslaget var 4,1 mm.
Ur detta kunde Cavendish beräkna förhållandet mellan blykulornas gravitation och jordens gravitation, och därmed alltså jordens massa. Eftersom jordens storlek var känd var därmed också jordens densitet bestämd, och värdet för denna blev 5,448 ± 0,033 gånger vattnets densitet. Att bestämma jordens massa eller densitet var ett viktigt problem för vetenskapen vid denna tid och ett huvudsyfte för detta experiment.
Genom bestämningen av jordens densitet visades också för första gången att jorden måste ha en kärna av metall. Värdet 5,4 g/cm3 är nämligen 80 % högre än densiteten hos den sten som utgör jordskorpan och 80 % av densiteten hos järn, vilket tyder på att jorden har en kärna av järn, omgiven av ett yttre lager av sten.
Vid denna tid användes en annan formulering av Newtons gravitationslag, som inte innehöll gravitationskonstanten G (denna infördes först 1873). Cavendish uttryckte sina resultat i form av jordens densitet. Men resultaten innebar också en bestämning av G, och med moderna enheter blir Cavendishs värde, beräknat från densiteten 5,448 g/cm3: 
G = 6,74 x 10−11 m3 kg–1 s−2.
Detta skiljer sig bara 1 % från det nu gällande värdet.